# Loma de Guamúchil
Loma de Guamúchil es un ejido del municipio de Cajeme ubicado en el sur del estado mexicano de Sonora, en la zona del valle del Yaqui. Según los datos del Censo de Población y Vivienda realizado en 2020 por el Instituto Nacional de Estadística y Geografía (INEGI), Loma de Guamúchil tiene un total de 1571 habitantes.

## Geografía
Loma de Guamúchil se sitúa en las coordenadas geográficas 27°36'35" de latitud norte y 109°59'12" de longitud oeste del meridiano de Greenwich, a una elevación de 39 metros sobre el nivel del mar.